# Rezerwat przyrody Surażkowo
Rezerwat przyrody „Surażkowo” – leśny rezerwat przyrody położony na terenie gminy Supraśl w województwie podlaskim. Leży w granicach Parku Krajobrazowego Puszczy Knyszyńskiej.
- Powierzchnia według aktu powołującego: 134,05 ha (obecnie 137,65 ha[1])
- Rok powstania: 1987
- Rodzaj rezerwatu: leśny[1]
- Cel ochrony: zachowanie fragmentu Puszczy Knyszyńskiej, obejmującego liczne zbiorowiska leśne o wysokim stopniu naturalności ze znacznym udziałem leśnych zbiorowisk torfowiskowych[1].